# Cristian Ilie
Cristian Ilie (n. 19 iunie 1964) este un politician român, fost deputat în Parlamentul României în perioada 2007-2008[nefuncțională – arhivă]
.
S-a născut la Craiova unde a urmat cursul primar a școlii Obedeanu. Gimnaziul și liceul l-a terminat în București, unde a absolvit Facultatea de Utilaj Tehnologic din cadrul Institutului de Constructii. În mandatul de deputat a făcut parte din Comisia pentru apărare, ordine publică și siguranță națională ṣi din Comisia pentru tehnologia informației și comunicațiilor și a fost membru supleant al Delegației Parlamentului României la Adunarea Parlamentară a NATO.
În cadrul activității sale parlamentare, Cristian Ilie a făcut parte din următoarele grupuri de prietenie parlamentare:
- Grupul parlamentar de prietenie cu Republica Orientală a Uruguayului
- Grupul parlamentar de prietenie cu Malta
- Grupul parlamentar de prietenie cu Regatul Unit al Marii Britanii și Irlandei de Nord

## Studii
- 1983-1988 - Facultatea de Utilaj Tehnologic, ICB, București;
- 1998-1999 - Master la Centrul pentru Studii Avansate, VLEKO, Bruxelles;
- 2001-2003 - Master la Institutul de Studii Superioare Kempen, HIK, Geel;
- 2005-2006 - Master la Universitatea Națională de Apărare, București
- 2008-2009 - UE și Relații Internaționale, IDR, București
- 2010 - Curs Înalți Funcționari Publici, ANFP, București

## Activitate politică
A fost membru al Partidului Democrat din 1999, fiind vicepreședinte al Organizației Sectorului 4 din București. În 2004 a candidat pe listele Alianței Dreptate și Adevăr la alegerile pentru Camera Deputaților. Din 2005 până în 2006 a ocupat funcția de Președinte al Agenției Naționale de Cadastru și Publicitate Imobiliară, colaborând la întocmirea pachetului de legi ale proprietății.
În martie 2007 a devenit deputat in Camera Deputaților pe listele PD, devenit ulterior PDL. Cristian Ilie a fost validat ca deputat pe data de 19 martie 2007, pe locul eliberat de deputata Monica Octavia Muscă. Cristian Ilie a inițiat diverse proiecte legislative printre care Legea votului electronic. La alegerile parțiale din mai 2014, a candidat din partea Partidului Mișcarea Populară pentru funcția de senator în colegiul 7 din sectorul 4 București.